# Simon Whitfield
Simon Whitfield (Kingston, 16 maggio 1975) è un triatleta canadese laureatosi campione olimpico a Sydney 2000 e vincitore di un argento otto anni dopo a Pechino.

## Palmarès
- Olimpiadi
  - Sydney 2000: oro
  - Pechino 2008: argento
- Giochi del Commonwealth
  - Manchester 2002: oro